# أصول إفريقية
يعد مشروع الأصول الإفريقية (بالإنجليزية: African Origins)‏ قاعدة بيانات يديرها باحثون في جامعة إيموري، جورجيا، الولايات المتحدة، والتي هي تهدف إلى توثيق جميع الحقائق المعروفة عن المغتربين الأفارقة، بما في ذلك جميع المواد الوثائقية المتعلقة بتجارة الرقيق عبر المحيط الأطلسي. حيث أنه مشروع مماثل «لفويجز: قاعدة بيانات تجارة الرقيق عبر المحيط الأطلسي».

## وصلات خارجية
- New Website to Trace Origins of Enslaved Africans
- الموقع الرسمي